# Arizona State Route 95
Die Arizona State Route 95 (kurz AZ 95) ist eine State Route im US-Bundesstaat Arizona, die in Nord-Süd-Richtung verläuft.
Die State Route beginnt am U.S. Highway 95 in Quartzsite und endet nach 187 Kilometern in Bullhead City an der Arizona State Route 68. An der Interstate 40 gibt es eine Unterbrechung des Highways. In Parker gibt es einen Zubringer der AZ 95 zur kalifornischen Grenze, wo er zum California State Route 62 wird. Ein weiterer Zubringer befindet sich in Parker Dam. Die State Route ist die wichtigste Straße am Colorado River in Arizona in dieser Region. Früher begann der Highway in San Luis und endete in Bouse.